# Mariano García
Ne doit pas être confondu avec Mario García, athlète espagnol spécialiste du 1 500 mètres.
Mariano García (né le 25 septembre 1997 à Fuente Álamo de Murcia) est un athlète espagnol, spécialiste du 800 mètres, champion du monde en salle en 2022 à Belgrade et champion d'Europe en 2022 à Munich .

## Biographie

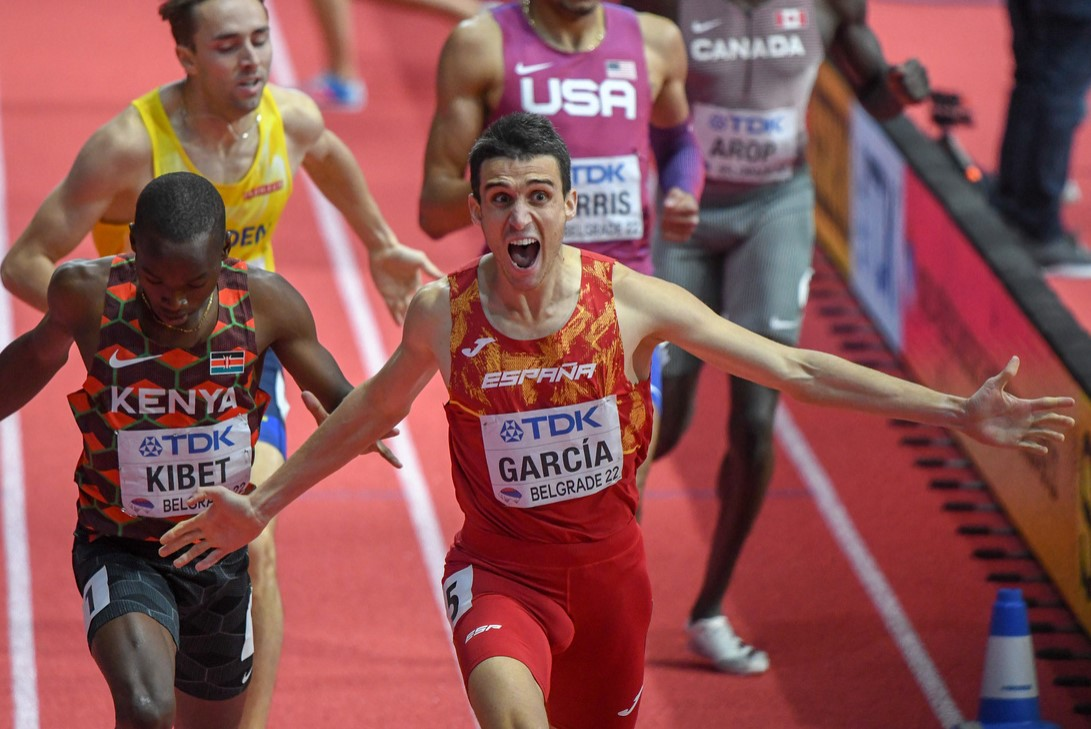
Mariano García lors de sa victoire aux championnats du monde en salle de 2022 à Belgrade.

Vainqueur de son premier titre national en salle en février 2019, il termine au pied du podium des championnats d'Europe en salle de Glasgow en portant son record personnel à 1 min 47 s 58. Cette même année, il devient champion d'Espagne en plein air et réalise sa meilleure performance en plein air à Madrid en 1 min 45 s 67.
En 2020, Mariano García conserve son titre aux championnats d'Espagne en salle et en plein air. L'année suivante, il se classe deuxième du 800 m des championnats d'Europe par équipes à Chorzów derrière le Britannique Jake Wightman.
Le 6 février 2022, à New York, il établit un nouveau record d'Espagne en salle du 800 m en parcourant la distance en 1 min 45 s 12. Le 19 mars suivant, il est sacré champion du monde du 800 m à l'occasion des championnats du monde en salle de Belgrade, devant le Kényan Noah Kibet et l'Américain Bryce Hoppel, devenant à cette occasion le premier athlète espagnol titré sur cette distance. Il est éliminé en demi-finale des championnats du monde 2022 à Eugene. Le 21 août 2022 à Munich, il remporte le titre du 800 m des championnats d'Europe, devant le favori Jake Wightman, en établissant un nouveau record personnel en descendant pour la première fois de sa carrière sous les 1 min 45 s (1 min 44 s 85).

## Palmarès

### International

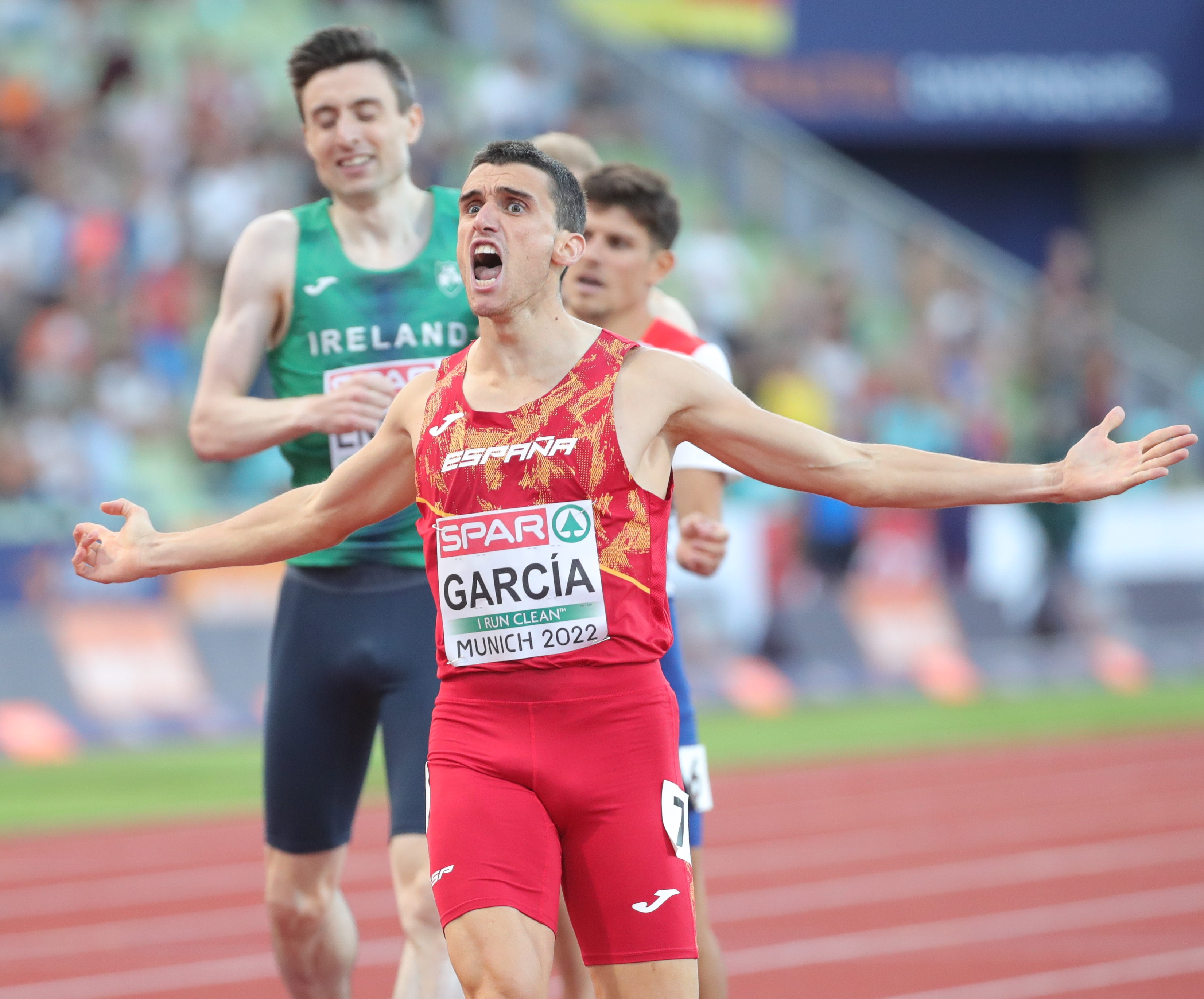
Titre de champion d'Europe en 2022 à Munich.

| Date | Compétition                        | Lieu                               | Résultat | Marque        |
| ---- | ---------------------------------- | ---------------------------------- | -------- | ------------- |
| 2019 | Championnats d'Europe en salle     | Glasgow                            | 4e       | 1 min 47 s 58 |
| 2021 | Circuit mondial en salle de l'IAAF | Circuit mondial en salle de l'IAAF | 2e       | 27 pts        |
| 2021 | Championnats d'Europe par équipes  | Chorzów                            | 2e       | 1 min 46 s 45 |
| 2022 | Championnats du monde en salle     | Belgrade                           | 1er      | 1 min 46 s 20 |
| 2022 | Championnats d'Europe              | Munich                             | 1er      | 1 min 44 s 85 |
| 2024 | Championnats du monde en salle     | Glasgow                            | 5e       | 1 min 48 s 77 |

### National
- Championnats d'Espagne d'athlétisme :
  - 800 m : titré en 2019 et 2020
- Championnats d'Espagne en salle d'athlétisme :
  - 800 m : titré en 2019 et 2020

## Records
| Épreuve | Épreuve   | Temps              | Lieu     | Date           |
| ------- | --------- | ------------------ | -------- | -------------- |
| 800 m   | Plein air | 1 min 44 s 85      | Munich   | 21 août 2022   |
| 800 m   | Salle     | 1 min 45 s 12 (NR) | New York | 6 février 2022 |